# Liste von Isthmen
Dies ist eine Liste von Isthmen.
| Name des Isthmus        | Lage         | verbindet Landmasse         | mit Landmasse                  | kleinste Breite (in km) | trennt Gewässer      | von Gewässer               |
| ----------------------- | ------------ | --------------------------- | ------------------------------ | ----------------------- | -------------------- | -------------------------- |
| Isthmus von Avalon      | Kanada       | Avalon                      | Neufundland                    | 5                       | Nordatlantik         | Nordatlantik               |
| Isthmus von Chignecto   | Kanada       | Nova Scotia                 | Kanada                         | 24                      | Bay of Fundy         | Northumberlandstraße       |
| Fischland               | Deutschland  | Fischland-Darß-Zingst       | Mecklenburg                    | 0,4                     | Saaler Bodden        | Ostsee                     |
| Isthmus von Kalabrien   | Italien      | südlicher Teil Kalabriens   | nördlicher Teil Kalabriens     | 30                      | Tyrrhenisches Meer   | Ionisches Meer             |
| Karelische Landenge     | Russland     | Karelien                    | Baltischer Landrücken          | 45                      | Finnischer Meerbusen | Ladogasee                  |
| Isthmus von Korinth     | Griechenland | Peloponnes                  | griechisches Festland          | 6,3                     | Saronischer Golf     | Golf von Korinth           |
| Isthmus von Kra         | Thailand     | Malaiische Halbinsel        | Hinterindien                   | 44                      | Andamanensee         | Golf von Thailand          |
| Isthmus von Médanos     | Venezuela    | Paraguaná                   | venezolanisches Festland       | 4                       | Golf von Coro        | Karibisches Meer           |
| Isthmus von Panama      | Panama       | Nordamerika                 | Südamerika                     | 60                      | Pazifischer Ozean    | Karibisches Meer           |
| Landenge von Perekop    | Ukraine      | Krim                        | Ukraine                        | 9                       | Schwarzes Meer       | Sywasch (Asowsches Meer)   |
| Isthmus von Suez        | Ägypten      | afrikanischer Teil Ägyptens | Sinai-Halbinsel (Asien)        | 125                     | Mittelmeer           | Golf von Suez (Rotes Meer) |
| Isthmus von Tehuantepec | Mexiko       | Mittelamerika               | Nordamerika ohne Mittelamerika | 216                     | Pazifischer Ozean    | Golf von Mexiko            |